# MV Agusta Corse 125 Tre Marche

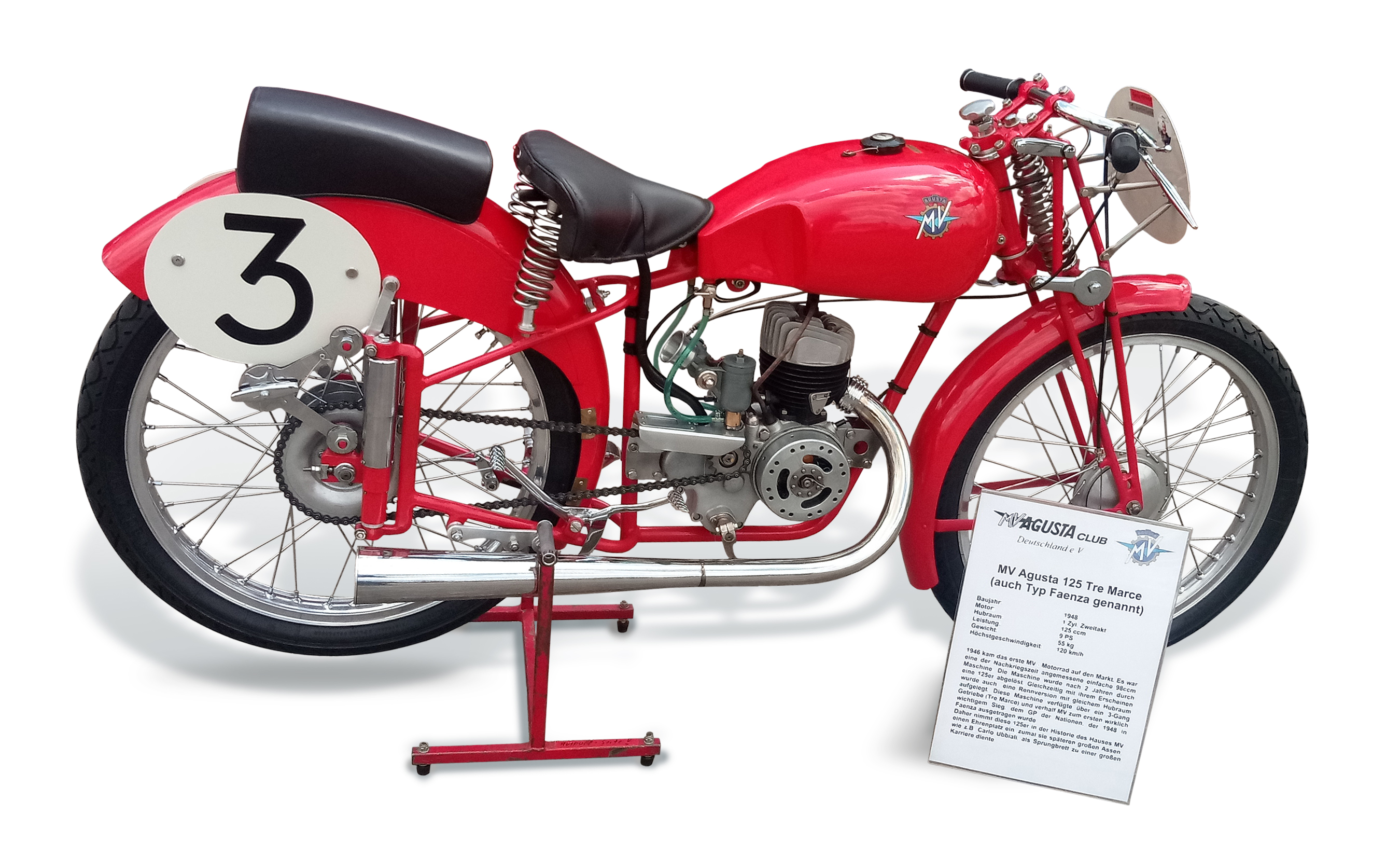
MV Agusta 125 Tre Marce

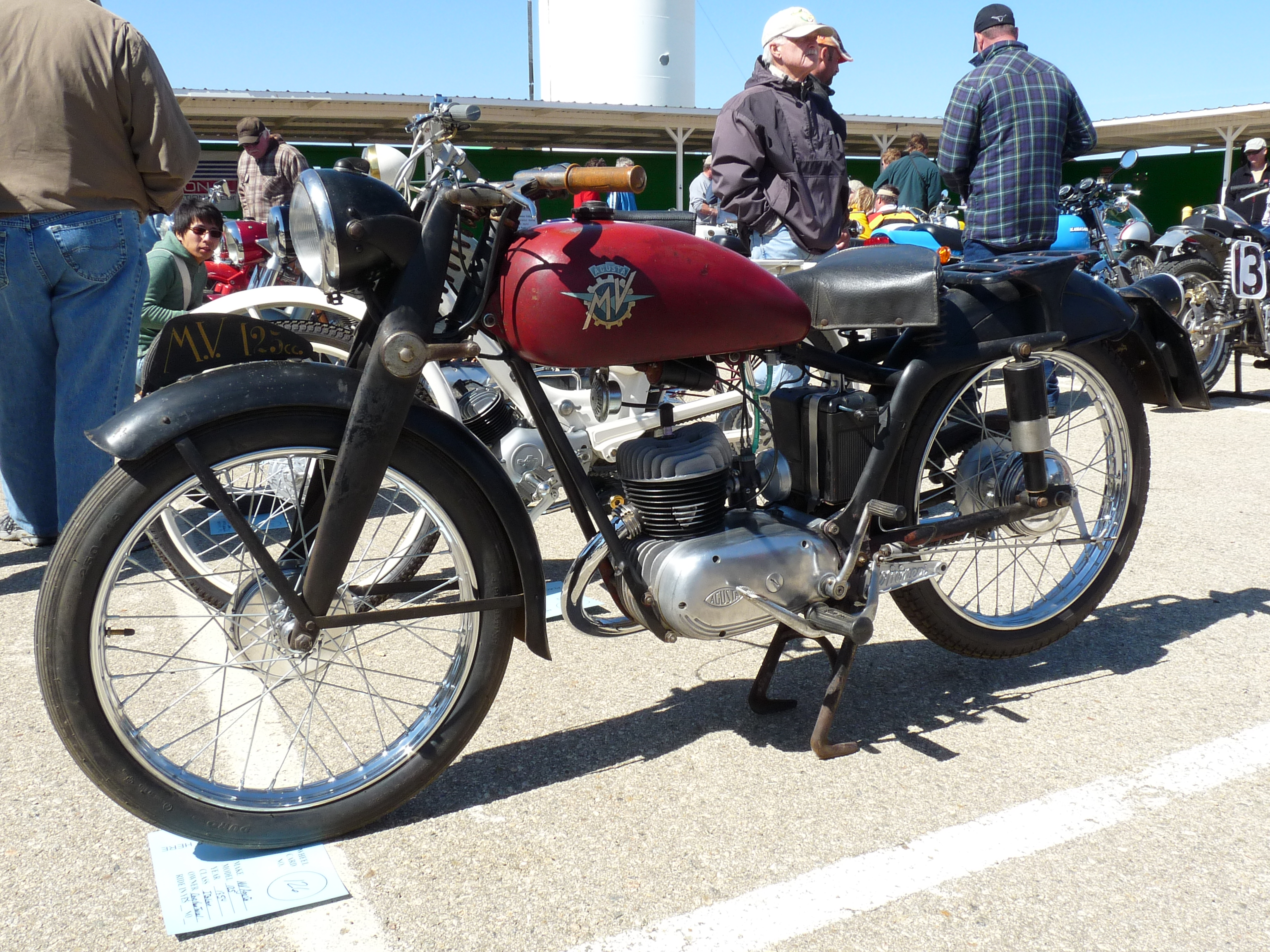
Die MV Agusta 125 Turismo, die Straßenversion der Tre Marce

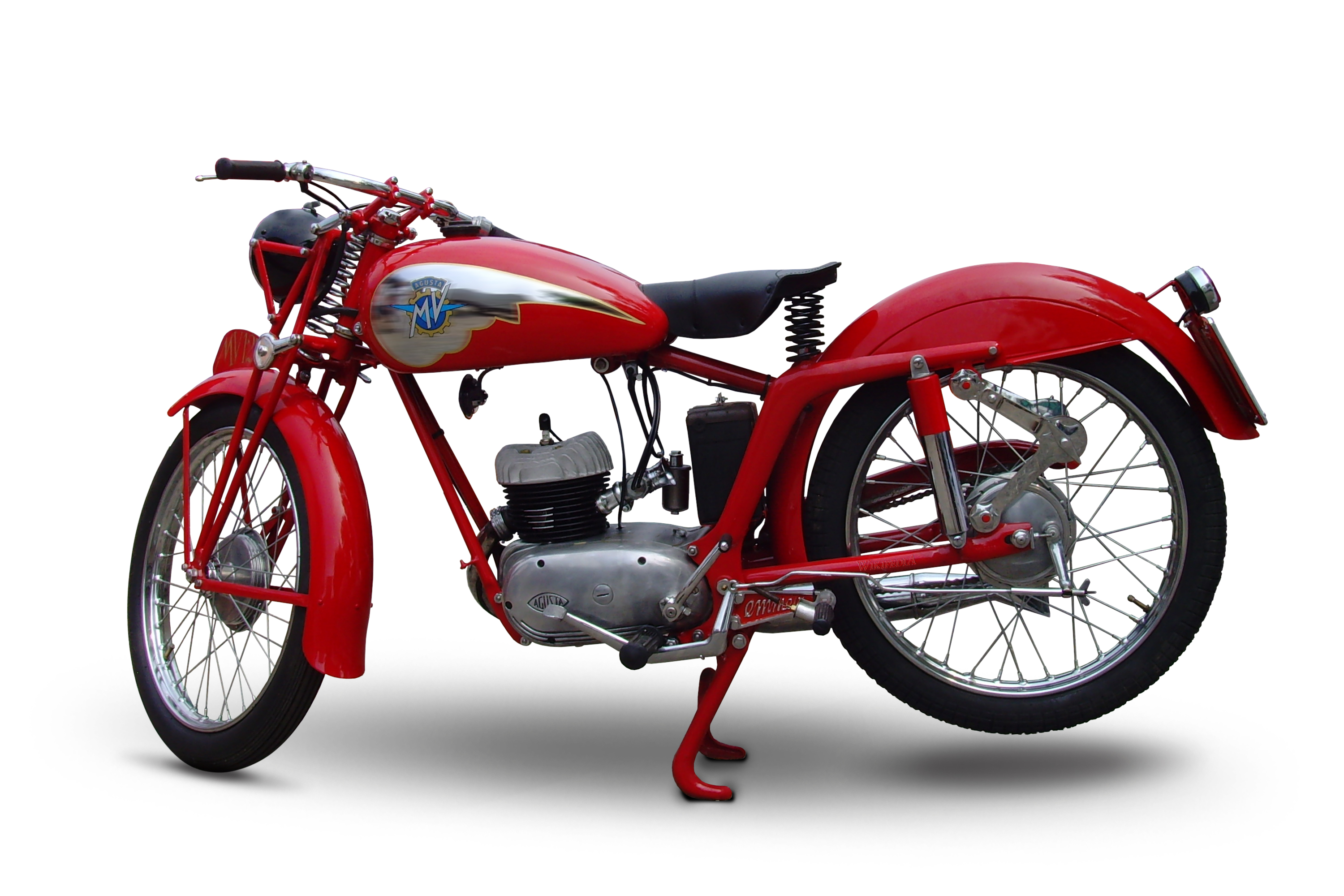
Die MV Agusta 125 TEL war die Basis für die Quattro Marche

Die MV Agusta Corse 125 Tre Marche war ein Rennmotorrad des italienischen Fahrzeugbauers MV Agusta, das von 1948 bis 1949 durch das Werksteam Reparto Corse eingesetzt wurde. Mit der „Tre Marche“ errang MV Agusta seinen ersten wichtigen GP-Sieg, den Großen Preis der Nationen, der 1948 in Faenza ausgetragen wurde (was diesem Modell auch die inoffizielle Bezeichnung „Tipo Faenza“ einbrachte). Der spätere mehrfache MV-Weltmeister Carlo Ubbiali bestritt auf diesem Motorrad seine ersten Rennen. Ab 1949 wurde sie zusammen mit der verbesserten Corse 125 Quattro Marche eingesetzt.

## Geschichte
Nachdem das Unternehmen 1946 mit der MV Agusta Corse 98 Sport ernsthaft in den Motorsport eingestiegen war, zeigte sich relativ bald, dass ein Hubraum von 98 cm³ in der Rennwelt, die sich zunehmend organisierter zeigte, nicht mehr von Bedeutung war. Man konzentrierte sich inzwischen auf die klassischen 125-, 250- und 500-cm³-Kategorien.
Bei den Straßenmaschinen war das Nachfolgemodell der MV 98cc die MV Agusta 125 Turismo, aus der die Rennsportvarianten Corse 125er „Valenza“ (mit 3-Gang-Getriebe) und später die erste 4-Gang-Maschine, die MV 125er „TEL“ entwickelt wurden. Für beide Maschinen wird auch oft die Bezeichnung „tre Marche“ (drei Gänge) und „quattro Marche“ verwendet. Diese Motorräder waren die letzten Rennmaschinen, die aus Straßenmodellen weiterentwickelt wurden. Der erste „eigenständige“ Entwicklungsschritt war die MV Agusta 125 Motore Lungo.

## Sportliche Erfolge
Am 12. September 1948 (fälschlich wird manchmal 1949 genannt) feierte Meccanica Verghera Agusta in Faenza einen historischen Sieg, als Bertoni mit der 125er Tre Marche mit dem Großen Preis der Nationen den ersten Grand Prix für das noch junge Unternehmen gewann. Die weiterentwickelte Corse 125 Quattro Marche debütierte siegreich am 27. März 1949 mit Franco Bertoni bei einem nationalen Rennen auf der Rennstrecke von Lodi. Allein im Jahr 1950 gab es mehr als 50 Siege bei verschiedenen Wettbewerben mit den Fahrern Attolini, Alquati, Ubbiali, Galante und anderen.
Insgesamt gewannen die beiden Versionen Tre Marche und Quattro Marche zusammen:
- 1950 Italienische „Sport“-Meisterschaft (F. Bertoni)
- 1951 Italienische „Sport“-Meisterschaft (G. Poggi)
- 1955 Juniorenmeisterschaft (V. Tagliabue)
- 1955 Bahnmeisterschaft (A. Molteni)
- Gesamtsiege: 174[5]

## Technik
Die Rennmotorräder der damaligen Zeit waren nicht völlig gleich; deswegen kann es bei den technischen Angaben zu unterschiedlichen Werten kommen. Untenstehende Tabelle bezieht sich auf die hier im Artikel abgebildete Maschine, die sich im Besitz des MV Agusta Club Deutschland e. V. befindet. In anderen Publikationen finden sich abweichende Leistungsangaben, die (kursiv und in Klammern) ergänzt wurden.
| MV Agusta Corse 125 Tre Marche (1948–1949) | MV Agusta Corse 125 Tre Marche (1948–1949)                                | MV Agusta Corse 125 Tre Marche (1948–1949)                |
| Motor                                      | Motor                                                                     | Motor                                                     |
| ------------------------------------------ | ------------------------------------------------------------------------- | --------------------------------------------------------- |
| Bauart:                                    | 1 Zylinder; 2-Takt; Gemisch 1 : 20; Luftgekühlt                           | 1 Zylinder; 2-Takt; Gemisch 1 : 20; Luftgekühlt           |
| Hubraum:                                   | 123,5 cm³; Verdichtung 6,2 : 1                                            | 123,5 cm³; Verdichtung 6,2 : 1                            |
| Bohrung × Hub:                             | 53 × 56 mm                                                                | 53 × 56 mm                                                |
| Verdichtung:                               | 6,2 : 1 (8,5 : 1)                                                         | 6,2 : 1 (8,5 : 1)                                         |
| Vergaser:                                  | Dell’Orto MA17                                                            | Dell’Orto MA17                                            |
| Zündung:                                   | Schwungradmagnetzündung                                                   | Schwungradmagnetzündung                                   |
| Antrieb                                    |                                                                           |                                                           |
| Kupplung:                                  | Lamellenkupplung im Ölbad                                                 | Lamellenkupplung im Ölbad                                 |
| Getriebe:                                  | angeblockt, 3 Gänge                                                       | angeblockt, 3 Gänge                                       |
| Antrieb primär / sek.:                     | Zahnräder / Kette                                                         | Zahnräder / Kette                                         |
| Leistung                                   |                                                                           |                                                           |
| Leistung                                   | 4,5 PS (3,3 kW) bei 4500/min (9 PS (6,6 kW) bei 6900/min)                 | 4,5 PS (3,3 kW) bei 4500/min (9 PS (6,6 kW) bei 6900/min) |
| Höchstgeschwindigkeit                      | 82 km/h (120 km/h)                                                        | 82 km/h (120 km/h)                                        |
| Rahmen und Maße                            |                                                                           |                                                           |
| Rahmen:                                    | Rohr, einfache geschlossene Schleife                                      | Rohr, einfache geschlossene Schleife                      |
| Radstand:                                  | 1270 mm                                                                   | 1270 mm                                                   |
| Gewicht:                                   | 75 kg (70 kg)                                                             | 75 kg (70 kg)                                             |
| Tankinhalt:                                | 12 l (14 l)                                                               | 12 l (14 l)                                               |
| Verbrauch:                                 | 2,5 l/100 km                                                              | 2,5 l/100 km                                              |
| Federung, Reifen und Bremsen               |                                                                           |                                                           |
| Radführung vorn/hinten:                    | Parallelogrammgabel, Reibungsdämpfer / Geradewegfederung, Reibungsdämpfer |                                                           |
| Räder:                                     | Speichenräder, Stahlfelgen 2,25 oder 2,50 × 19″ (21″)                     | Speichenräder, Stahlfelgen 2,25 oder 2,50 × 19″ (21″)     |
| Reifen:                                    | 2,75 oder 3,00 × 19″ (2.50×21”)                                           | 2,75 oder 3,00 × 19″ (2.50×21”)                           |
| Bremsen:                                   | Halbnabenbremsen (Trommelbremsen) 160 mm Ø                                | Halbnabenbremsen (Trommelbremsen) 160 mm Ø                |

## Corse 125 Quattro Marche
Die Weiterentwicklung der „Tre“ war die Corse 125 Quattro Marche mit – wie der Name sagt – einem 4-Gang-Getriebe. Sie basierte auf der MV 125 TEL und war dem Vorgängermodell sehr ähnlich. Am ehesten konnte man sie am geänderten Rahmen unterscheiden, der jetzt als geschlossene Doppelschleife ausgeführt war. Am Motor fielen zuerst die größeren Kühlrippen auf, die zusammen mit der höheren Verdichtung (10:1, vorher 6,2:1) und einem anderen Vergaser (Dell’Orto SS 25 A) eine auf 10,5 PS bei 6700/min gesteigerte Leistung und eine Höchstgeschwindigkeit (abhängig von Strecke und Übersetzung) von 130 km/h ermöglichten. Die Quattro wurde bis 1950 eingesetzt, und dann von der MV Agusta 125 Motore Lungo, beziehungsweise den neuen Viertaktern wie der MV Agusta 125 Bialbero abgelöst.

## Sonstiges
Im Jahr 2019 wurde bei einer Versteigerung durch den Salon Rétromobile auf der Paris Expo die 1948er MV Agusta 125 „Corsa“ Faenza (Registro MV: 437) mit der Rahmen-Nr. 1552 und Motor-Nr. 7166 für den Preis von 8.428 Euro verkauft. Erwartet worden war ein Erlös von 12.000–18.000 Euro.